# Last Man Standing (MC Eiht)
Last Man Standing è il terzo album in studio del rapper statunitense MC Eiht, pubblicato nel 1997.
Si tratta del primo album realizzato senza il brand del suo gruppo storico Compton's Most Wanted.

## Tracce
1. Under Attack (featuring Boom Bam) – 4:03
2. Kind of Pimpish – 4:37
3. Me & My Bitch (featuring Hie Tiimes) – 5:00
4. Can I Get Mine – 3:04
5. Compton 4 Death – 4:42
6. Tha Business (featuring Da Foe, Lil' Hawk & Big Nasty) – 4:46
7. Any Meanz – 4:33
8. Tough Guyz (featuring Boom Bam & Mon-Diggi) – 4:09
9. Got Cha Humpin' – 4:11
10. Hit the Floor (featuring Daz Dillinger) – 4:31
11. Who's Tha Man – 4:21
12. Tha Way We Run It (featuring B-Real) – 3:51
13. Anything U Want – 4:04
14. Hangin' – 4:17
15. When All Hell Breaks Loose – 3:50
16. Hubtouchablez – 4:49
17. On Top of All That – 3:56
18. Return Fire – 4:39